# Oxypleura quadraticollis
Espèce
Oxypleura quadraticollis est une espèce d'insectes de l'ordre des hémiptères, de la famille des Cicadidae, de la sous-famille des Cicadinae et du genre Oxypleura.

## Répartition
Oxypleura quadraticollis se rencontre en Afrique du Sud,, au Zimbabwe et en Angola.

## Habitat
Oxypleura quadraticollis affectionne Colophospermum mopane comme plante hôte

## Description

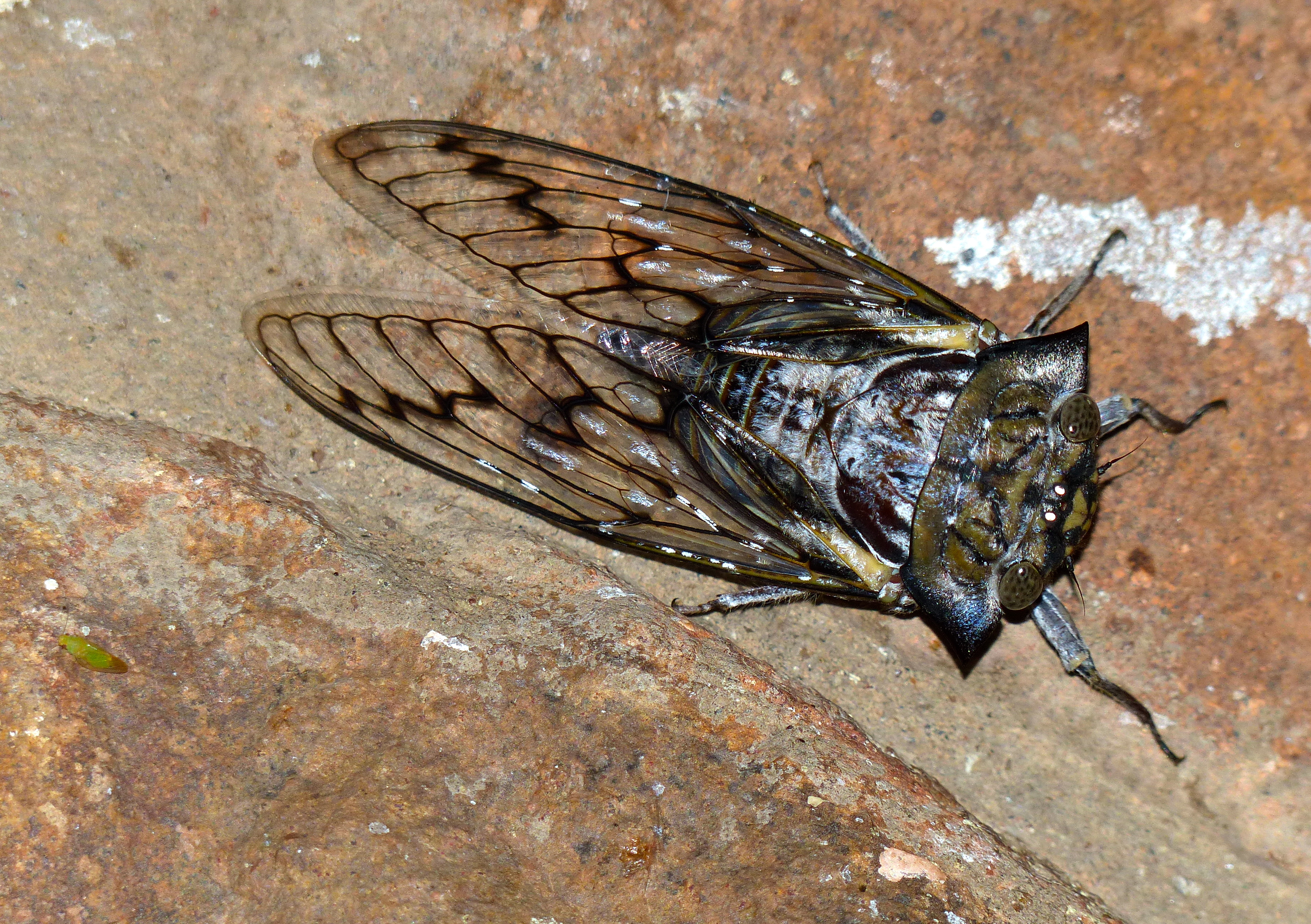
Oxypleura quadraticollis (Parc national Kruger, Afrique du Sud).

Oxypleura quadraticollis présente les caractères du genre Oxypleura. Elle possède des ailes postérieures avec six cellules apicales. Le corps, non trapu, présente une pilosité très faible et la tête, faiblement conique ou bombée ou plate, est légèrement plus large que le mésonotum. Les homélytres ne présentent pas de bord costal très arqué dès la base et la membrane costale n'est pas beaucoup plus large que l'aréole costale. Les homélytres et les ailes postérieures sont entièrement hyalins ou colorés près de leurs insertions, la coloration intéressant le plus souvent la cellule basale et le clavus des tegmina. Le limbus alaire est étroit mais égal en largeur à celui des homélytres. Les paranota sont prononcés, anguleux, parfois très aigus. Les yeux sont peu saillants.
Oxypleura quadraticollis présente une tête noire avec deux bandes transverses ocres. Le vertex est noir tacheté d'ocre. Le frons est ocre sur les bords avec des poils couleur brique. Le rostrum, couleur brique, est noir à l'extrémité. Les antennes sont noires. 
Le prothorax est de couleur brique avec des marques noires. Le mésothorax, de couleur châtaigne terne, est marqué de six points sub-triangulaires noirs et deux petits points ronds noirs. Le méthatorax est de couleur brique. Le tergum est noir avec les bords des segments ocres. Le ventre est de couleur brique, sombre sur les côtés et strié transversalement de noir brillant. Le pectus et les tambours (organes de stridulation) sont de couleur brique.
Les pattes sont couleur brique avec les tibias légèrement noir brillant et les tarses noires. Les coxae sont striés de noir brillant.
Les tegmina sont blanc hyalin avec des nervures ocres à la base légèrement noir brillant. Les rebords antérieurs des ailes sont noirs. Les cellules primaires sont noires incluant une marque de couleur brique. Les ailes sont blanches et hyalines avec les veines de la zone frontale fauves presque noires. Les élytres sont verdâtre à la base.

## Systématique
L'espèce a été décrite par le zoologiste britannique Arthur Gardiner Butler en 1874 sous le protonyme Platypleura quadraticollis et a été transférée dans le genre Oxypleura par l'entomologiste français Michel Boulard en 1972.

### Synonymie
- Platypleura quadraticollis Butler, 1874 (protonyme)[1]
- Poecilopsaltria quadraticollis Distant, 1881[6]
- Ioba veligera Boulard, 1965[7]

## Prédateur
La chauve-souris Nycteris grandis est un des prédateurs d'Oxypleura quadraticollis.